# Loksa (Kuusalu)
Loksa est un village de la commune de Kuusalu du comté de Harju en Estonie.
Au 31 décembre 2011, il compte 93 habitants.